# Miroir en bronze

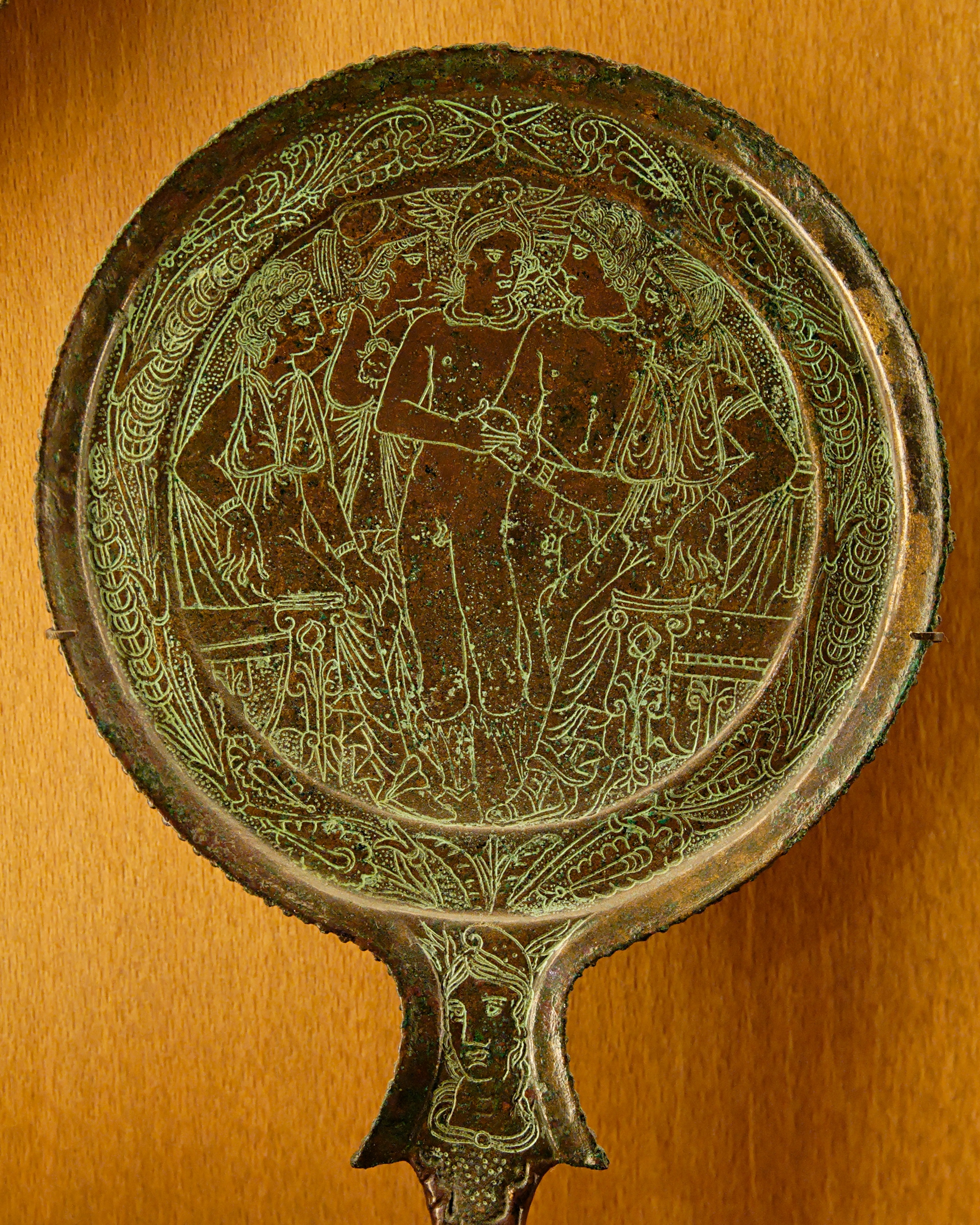
Miroir étrusque incisé avec le jugement de Pâris, (musée du Louvre)

Les miroirs en bronze sont les prédécesseurs des miroirs en verre. Ce type de miroir a été trouvé par les archéologues parmi les assemblages des élites sociales de différentes cultures, de l'Italie étrusque à la Chine.

## Alliages
Le travail du cuivre au Néolithique récent, avec la fusion du minerai, l'alliage et la soudure, est transformé par la découverte du bronze, alliage de cuivre et d'étain. Une basse teneur en étain donne un matériau tendre, utilisé pour fabriquer des épingles de toilette où la malléabilité et la souplesse sont recherchées. Un alliage comportant environ 88-90 % de cuivre et 8-10 % d'étain donne des épées fonctionnelles. Au-delà de 15 % d'étain, le matériau est dur et cassant. À 25 % d'étain, c'est un matériau gris presque blanc dur et cassant, poli pour donner des miroirs en bronze.

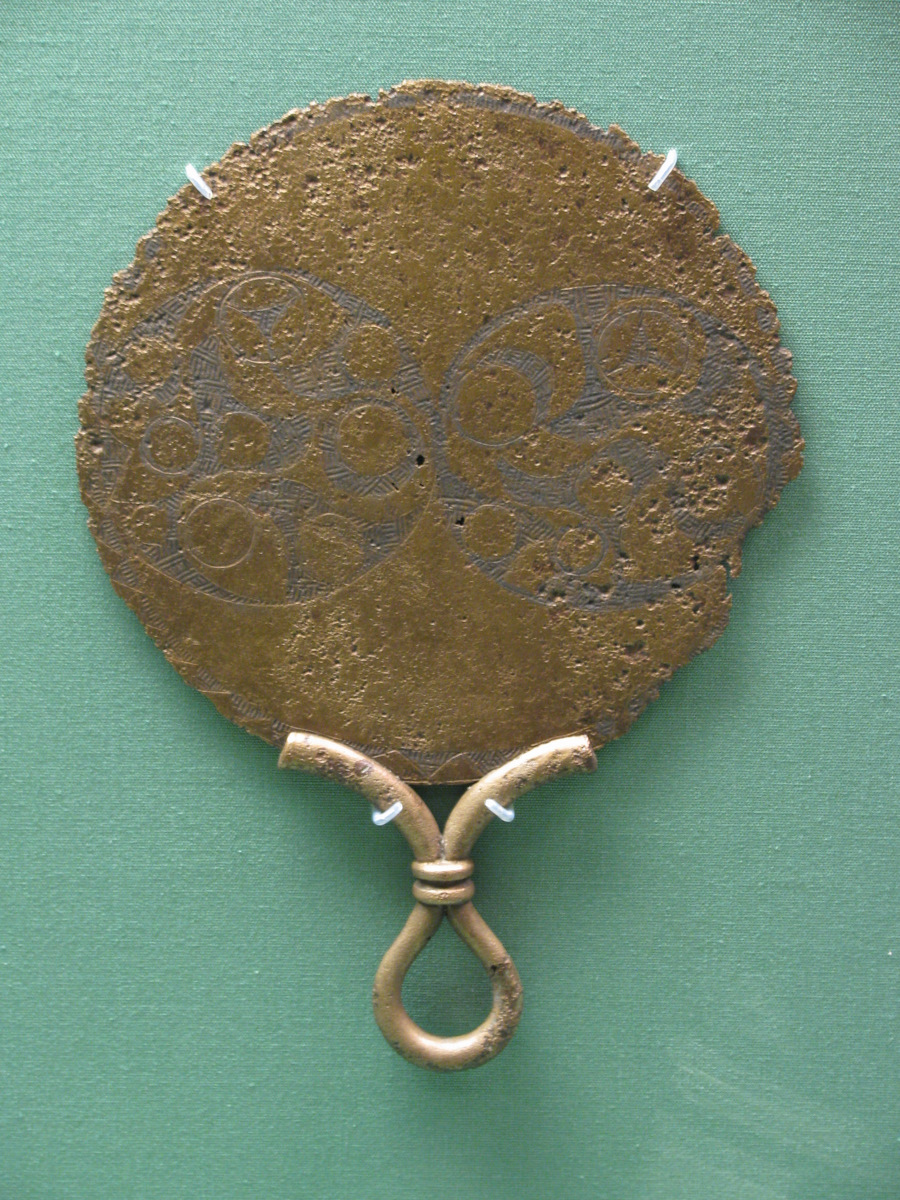
Un miroir en bronze de l'Âge du fer (120 - -80) trouvé à St Keverne, en Angleterre

## Régions

### Europe
En Europe, des miroirs en bronze de l'Âge du bronze ont été mis au jour en différents endroits, dont la Grande-Bretagne et l'Italie. Un exemple notable en est le Birdlip mirror. Les miroirs étrusques sont produits du milieu du VIe au IIe siècle av. J.-C. Des miroirs celtes sont produits en Grande-Bretagne jusqu'à la conquête romaine.

### Égypte
Des miroirs en bronze poli ou en cuivre sont façonnés par les Égyptiens à partir de 2900 av. J.-C..

### Indus
Dans la civilisation de la vallée de l'Indus, la fabrication de miroirs en bronze remonte à la période entre 2800 et 2500 av. J.-C..

### Chine

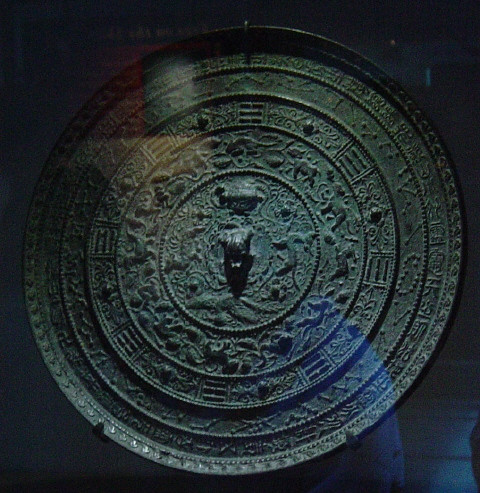
Miroir en bronze de la dynastie Ming portant des symboles célestes

Des miroirs en bronze ont été produits en Chine depuis la période néolithique jusqu'à la dynastie Qing, période où le miroir occidental en verre est importé en Chine.
Ces miroirs en bronze sont généralement circulaires, avec un côté poli brillant pour donner un reflet et le verso avec des dessins. Ils ont souvent un bouton au centre pour pouvoir être attachés aux vêtements. Certains des premiers exemples de miroirs en bronze chinois appartiennent à la culture de Qijia, autour de 2000 av. J.-C. Cependant, jusqu'à la période des Royaumes combattants, les miroirs de bronze ne sont pas communs puisque seulement une vingtaine ont été découverts. Durant la période des Royaumes combattants, les miroirs deviennent particulièrement populaires. C'est au cours de la dynastie Han et l'introduction du miroir TLV que les miroirs commencent à être produits en masse. Les miroirs Han et Tang sont considérés comme les plus avancés techniquement.
Les miroirs de bronze restent populaires pendant toute la dynastie Song mais perdent ensuite progressivement de leur popularité et cessent d'être produits après l'arrivée des miroirs occidentaux durant les dynasties Ming et Qing.

### Japon
On relève la présence du style Shinjū-kyō dans certaines provinces.